# Chế Mân
Chế Mân (chữ Hán: 制旻, R'cam Mal), hay Jaya Simhavarman III, là vị vua thứ 34 của vương quốc Chiêm Thành (tức là vua thứ 12 của Triều đại thứ 11) vào thế kỷ 14. Trị vì từ năm 1288 đến năm 1307.

## Tiểu sử
Trước đó, ông là thái tử với hiệu Bổ Đích tức Sri Harijit Po Devada Svor , là con của vua Indravarman V và hoàng hậu Gaurendraksmi. Ông vốn có tài thao lược, vào năm 1282, khi Hốt Tất Liệt với hơn 500 ngàn quân Mông Cổ tấn công Chiêm Thành, ông được cử ra chỉ huy quân đội kháng chiến. Điều khiển 20 ngàn quân Chiêm, được Đại Việt yểm trợ ngăn chặn đường bộ quân Nguyên, ông chống cự lại được quân xâm lăng trong nhiều năm liền và sau đó quân Nguyên bỏ mộng xâm lược Chiêm Thành và Đại Việt .
Thái tử trở thành anh hùng dân tộc và năm 1288 lên ngôi nối nghiệp cha, lấy hiệu Sinhavarman III, người Việt gọi là Chế Mân là một vị vua anh minh, lại thương dân và hiếu hòa, nên được nhân dân rất tôn trọng.
Năm 1301, Thái thượng hoàng Trần Nhân Tông của Đại Việt nhận lời mời du ngoạn vào Chiêm Thành, được Chế Mân tiếp đãi nồng hậu, có ở lại trong cung điện Chiêm Thành gần 9 tháng. Khi ra về, Trần Nhân Tông có hứa gả con gái là Huyền Trân cho Chế Mân, mặc dù khi đó Chế Mân đã có chính thất là hoàng hậu Tapasi, người Java (Nam Dương ngày nay). Năm 1306, Jaya Sinhavarman III dâng hai châu Ô và châu Lý (khu vực từ Quảng Bình đến Quảng Nam) cho nhà Trần của Đại Việt làm sính lễ để được kết hôn với Huyền Trân Công Chúa
Huyền Trân về Chiêm Thành, được phong làm hoàng hậu Paramecvari. Một năm sau đó, khi hoàng hậu người Đại Việt vừa sinh xong hoàng tử, thì tháng 5 năm 1307, quốc vương Chế Mân qua đời. Vua Trần Anh Tông biết tin, sai Trần Khắc Chung vờ sang viếng tang, tìm cách cứu Huyền Trân đem về.
Chiêm Thành coi sự việc này là quốc nhục và các vị vua Chiêm kế tiếp đã từng dùng vũ lực, vào các năm 1311, 1312,1317 - 1318, 1326 và 1353, nhằm yêu cầu Đại Việt trao trả cho vương quốc này hai châu Ô, Lý nhưng không thành công .